# عون المعبود في شرح نظم المقصود
عون المعبود نظم المقصود هوكتاب يشرح  نظم من 113 بيتاً لكتاب لنظم اسمه نظم المقصود، نظمه أحمد بن عبد الرحيم الطهطاوي الشافعي، ونظم المقصود من الكتب المعتمدة المشهورة عند أصحاب الفن، وإن لم يكن مشهورًا في هذا الزمان إلا أنه معروف عند أهل العلم، ومصنفه مجهول وإن نسب لأبي حنيفة  ولكن الصحيح أنه ليس بكتاب له لأن نمطه وأسلوبه إنما جاء على طريقة المتأخرين. ولكن يبقى أن الكتاب مخدوم وأن الكتاب له الكثير من الشروح والمنظومات وذلك لا يضر الجهل بصاحبه ولذلك قال في "مفتاح السعادة"
(ومما اشتهر مختصر مسمى بـ «المقصود» يتكلم عن فن الصرف لم نقف على مصنفه وإن نُسِبَ لأبي حنيفة إلا أنه كتاب مبارك وعليه شروح مفيدة مشهورة عند أبناء الزمان - يعني: في عصره -. وإذا كان كذلك فلا إشكال في دراسته وتدريسه).